# Chaco-Pekari
Das Chaco-Pekari (Catagonus wagneri) ist eine südamerikanische Art der Nabelschweine (Pekaris), die einzige Art in der Gattung Catagonus.

## Merkmale
Die Grundfarbe ist braungrau, dazu besitzt es einen matten Schulterkragen aus helleren Haaren und einen schwarzen Streifen auf der Rückenmitte. Es ist etwas größer als ein Halsbandpekari. Kopf und Nase sind größer, Ohren und Schwanz länger als bei den anderen heute lebenden Pekariarten. Die Kopfrumpflänge beträgt 90–110 cm, die Schulterhöhe 50–70 cm und das Körpergewicht 30–40 kg.

## Lebensweise
Wie alle Pekaris ist auch das Chaco-Pekari ein geselliges Tier.
In den Gruppen, die aus 4–10 Tieren unterschiedlichen Geschlechts und Alters bestehen, ist die Rangordnung aber offenbar weniger ausgeprägt als bei den anderen Pekariarten.
Berichten zufolge fallen die meisten Geburten in die Zeit zwischen Juli und Januar, wenn die Weibchen, die schon vor Erreichen des zweiten Lebensjahres Nachwuchs haben können, ihre meist 2–3 Frischlinge zur Welt bringen.
Wichtige Bestandteile der Nahrung sind Samen, Wurzeln und Kakteen, aber es wird auch fleischliche Kost genommen. Angeblich können sie überleben, ohne zu trinken. Insgesamt scheint sich diese Pekari-Art mehr vegetarisch zu ernähren als die beiden anderen.
Ausgewachsene Chaco-Pekaris kennen als natürliche Feinde nur den Puma und den Jaguar.

## Verbreitung

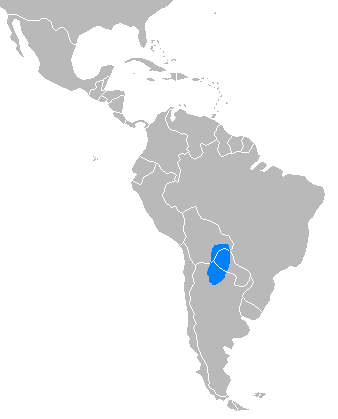
Verbreitungsgebiet des Chaco-Pekaris

Das Chaco-Pekari bewohnt die dornigen Trockenwälder und Savannengebiete des Gran Chaco in Südostbolivien, Paraguay und Nordargentinien, wo es erst in den 1970er Jahren lebend entdeckt wurde. Vorher war es der Wissenschaft nur durch pleistozäne Fossilien bekannt.

## Bestandsverhältnisse
Durch Jagd und Konkurrenz mit Weidevieh sind die Bestände dieser Art stark zurückgegangen. In Paraguay haben ca. 5.000 Tiere überlebt, die allerdings einen stark zersplitterten Bestand bilden, ähnliches gilt für die wenigen Tausend Tiere in Argentinien und Bolivien.
Das Chaco-Pekari kommt in verschiedenen geschützten Gebieten, etwa im riesigen Nationalpark Kaa-Iya del Gran Chaco in Bolivien und im Nationalpark Copo in Argentinien, vor.
Ex situ werden Chaco-Pekaris in etwa 40 zoologischen Einrichtungen in Europa und Nordamerika gehalten. Das Zuchtbuch im Rahmen der Europäischen Erhaltungszuchtprogramme (EEP) wird von Maren Siebert im Tierpark Berlin geführt.